# Ischnomantis werneri
Ischnomantis werneri es una especie de mantis de la familia Mantidae.

## Distribución geográfica
Se encuentra en Burkina Faso, Guinea,  Camerún y  Togo.